# Royal Entomological Society

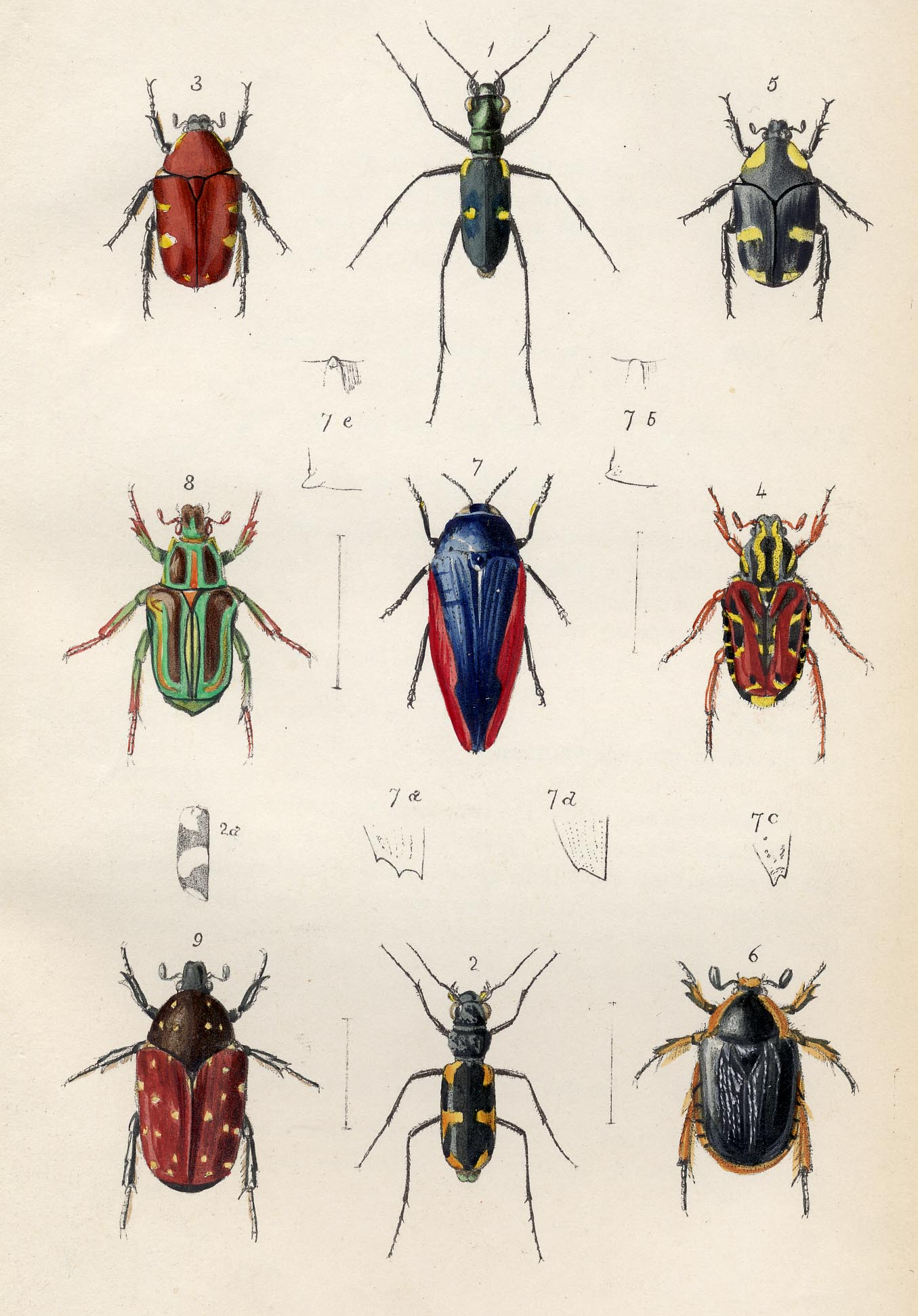
Plaat uit een destijds door de vereniging uitgegeven blad, Transactions of the Entomological Society, van 1848

De Royal Entomological Society is een Britse organisatie voor entomologie (insectenkunde). De organisatie is voorgekomen uit de  in opgerichte Entomological Society of London, die verschillende voorlopers had waarvan de eerste is opgericht in 1745. Het predicaat Royal (koninklijk) werd  toegekend in 1885.

## Doel
De organisatie heeft als belangrijkste doel om de de studie en praktische toepassing van entomologie te bevorderen. Daarbij wil ze bijdragen aan een beter begrip van deze wetenschap in de samenleving, de gemeenschap van entomologen versterken en de voor deze wetenschap benodigde kennisinfrastructuur verbeteren.

## Activiteiten en organisatie
De Royal Entomological Society organiseert onder meer verschillende soorten bijeenkomsten, waaronder symposia, en geeft naast het bulletin Antenna, handboeken een aantal wetenschappelijke bladen uit.
Tevens beheert de vereniging een archief en bibliotheek en geeft ze adviezen, onder meer over over natuurbescherming. 
De vereniging kent een door de leden verkozen bestuur, verschillende commissies, een staf, en regionale vertegenwoordigers uit verschillende delen van Engeland, uit Ierland (Ierland en Noord-Ierland), uit Schotland en uit Wales. 
De omzet van de vereniging is ruim 1.000.000 pond.

## Bekende leden
Enkele bekende oud-leden zijn Charles Darwin en Alfred Russel Wallace.